# Merve Büyüksaraç
Merve Büyüksaraç (prononcé [mɛɾ.vɛ by.jyk.sɑ.'ɾɑt͡ʃ ], née le 13 juin 1988 à Ankara) est une mannequin turc. Elle est Miss Turquie en 2006.
En 2016 elle est condamnée à 14 mois de prison avec sursis pour avoir diffusé un poème de l'hebdomadaire satirique Uykusuz (tr) considéré comme insultant le président Recep Tayyip Erdoğan.